# Wilhelm Ditzen
Georg Wilhelm Heinrich Ditzen (* 5. August 1852 in Malgarten; † 14. April 1937 in Leipzig) war ein deutscher Jurist.

## Leben
Wilhelm Ditzen wurde 1852 in Malgarten als Sohn des Kronanwalts Wilhelm Albert Ditzen und von Caroline Antoinette Rudolphine Stürenburg geboren. Von 1873 bis 1874 diente Ditzen ein Jahr als Freiwilliger bei den Königs-Ulanen in Hannover. Von 1882 bis 1886 war er nach erfolgreicher Großer Juristischer Staatsprüfung in Hildesheim, Lüneburg, Peine und Uelzen tätig. Von 1886 bis 1890 arbeitete er als Amtsrichter in Uelzen.
1890 trat Ditzen eine Stelle als Richter am Landgericht in Beuthen an, der ab 1893 eine Tätigkeit in Greifswald folgte. Ab 1896 arbeitete er dort als Landgerichtsrat. 1899 wurde er zum Kammergerichtsrat ernannt und arbeitete bis 1909 in Berlin am Kammergericht, zuletzt bei der Strafgesetzbuchkommission.
Ende 1908 erfolgte die Ernennung zum Reichsgerichtsrat, der im Februar 1909 die Berufung an das Reichsgericht in Leipzig folgte. Bis zur Pensionierung 1918 war Ditzen Mitglied des höchsten Gerichts des deutschen Kaiserreiches. Er wirkte von 1906 bis 1909 an der Neufassung des deutschen Strafrechts mit. 
Wilhelm Ditzen war mit Elisabeth, geb. Lorenz (1868–1951) verheiratet. Aus der Ehe sind die Töchter Elisabeth und Margarete und die Söhne Ulrich (1895–1918) und Rudolf alias Hans Fallada hervorgegangen.